# Fornix (Gehirn)

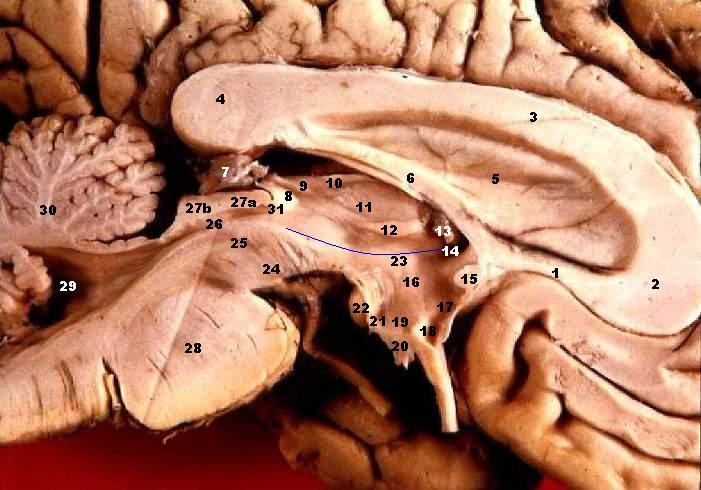
Fornix (6), sagittaler Schnitt

Der Fornix (lat. fornix „Wölbung“, „Gewölbe“) ist eine Struktur des Limbischen Systems im Großhirn. 
Als mächtiger Faserzug verläuft der Fornix oberhalb des Dachs des 3. Ventrikels. Er verbindet den Hippocampus mit dem Corpus mamillare und ist somit ein Teil des Papez-Kreises. In der Commissura fornicis verbinden Nervenfasern rechte und linke Großhirnhälfte.
Funktionell ist er an der Einspeicherung von Gedächtnisinhalten vom Kurzzeit- in das Langzeit-Gedächtnis beteiligt und spielt somit eine Rolle beim Lernen.
Er leitet keine spezifische Information, sondern selektiert und moduliert die Funktion der Hippocampusformation durch verschiedene Neurotransmitter (Dopamin, Noradrenalin, Serotonin und Acetylcholin).